# لوکا پائولینی
لوکا پائولینی (ایتالیایی: Luca Paolini؛ زادهٔ ۱۷ ژانویهٔ ۱۹۷۷) دوچرخه‌سوار اهل ایتالیا است.
از باشگاه‌هایی که در آن رکاب زده‌است می‌توان به تیم دوچرخه‌سواری ماپی، تیم کوئیک‌استپ فلورز، لیکویگاس، آکوا و ساپونه، و تیم کاتیوشا–آلپتسین اشاره کرد.
وی در مسابقات کشوری و بین‌المللی در مجموع برندهٔ ۱ مدال برنز شده‌است.